# Каталог Гама
Каталог Гама — список из 85 диффузных туманностей южного полушария, составленный австралийским астрономом Колином Стэнли Гамом. Исследование туманностей производилось в обсерватории Маунт-Стромло в рамках докторской диссертации Гама «Исследование диффузных H-альфа туманностей южного полушария» («A study of diffuse southern H-alpha nebulae»), написанной под руководством Бена Гаскойна. Каталог был опубликован в 1955 году в статье «Обзор южных областей H II» («A survey of southern HII regions»). Похожими каталогами эмиссионных туманностей являются каталог Шарплесса (два издания которого вышли в 1953 и 1959 годах) и каталог RCW («Роджерса — Кэмпбелла — Уайтоука», 1960 год), в которых есть много пересечений с каталогом Гама.

## Список объектов
| Номер | Другие обозначения                                                 | Созвездие   | Координаты                     | Расстояние   | Источник ионизации                   | Примечания                          |
| ----- | ------------------------------------------------------------------ | ----------- | ------------------------------ | ------------ | ------------------------------------ | ----------------------------------- |
| 1     | IC 2177, Sh 2-292, RCW 2, vdB 93, часть туманности Чайка, "голова" | Единорог    | 07ч 04м 25,00с −10° 27′ 18″    |              | HD 53367                             | Часть ассоциации Canis Major OB1    |
| 2     | Sh 2-296, RCW 1, часть туманности Чайка, "крылья"                  | Единорог    | 07ч 09м 20,25с −10° 20′ 47,60″ | 1060 пк      | HD 54662 и др.                       | Окружает ассоциацию Canis Major OB1 |
| 3     | Sh 2-297, RCW 1a, vdB 94, часть туманности Чайка                   | Большой Пёс | 07ч 05м 16,70с −12° 19′ 34,40″ | 1150 пк      | HD 53975, HD 54879, HD 53623 и др.   |                                     |
| 4     | NGC 2359, Sh 2-298, RCW 5, Туманность Шлем Тора                    | Большой Пёс | 07ч 18м 30,00с −13° 13′ 48″    | 5000 пк      | HD 56925                             |                                     |
| 5     | Sh 2-301, RCW 6                                                    | Большой Пёс | 07ч 09м 42,00с −18° 26′ 00″    | 5100 пк      | LSS 207, LSS 212                     |                                     |
| 6     | Sh 2-302, RCW 7                                                    | Корма       | 07ч 31м 18,00с −16° 58′ 00″    | 1600 пк      | HD 59986                             |                                     |
| 7     | Sh 2-307, RCW 12                                                   | Корма       | 07ч 35м 34,20с −18° 45′ 35″    | 2650 пк      | BD -18 1920, LSS 566, MFJ Sh 2-307 3 |                                     |
| 8     | Sh 2-310, RCW 15                                                   | Большой Пёс | 07ч 21м 0,00с −25° 12′ 00″     | 1700 пк      | τ Большого Пса, UW Большого Пса      |                                     |
| 9     | NGC 2467, Sh 2-311, RCW 16, Туманность Мандрил                     | Корма       | 07ч 52м 19,30с −26° 26′ 30″    | 6300 пк      | HD 64568, HD 64315, LSS 830          |                                     |
| 10    | RCW 19                                                             | Корма       | 08ч 16м 16,80с −35° 37′ 58″    | 3400 пк      | HD 69464, CD -35 4412                | Часть ассоциации Puppis OB3         |
| 19    | RCW 34                                                             | Паруса      | 08ч 56м 28,10с −43° 05′ 58″    | 2500 пк      | V391 Velorum                         |                                     |
| 56    | IC 4682, Туманность Креветка                                       | Скорпион    | 16ч 56м 54,70с −40° 30′ 44,40″ | 6000 св. лет | Trumpler 24 (HD 332417, HD 152723)   |                                     |

## Известные объекты
| Номер | Собственное имя                                | Созвездие     | Обозначение в других каталогах |
| ----- | ---------------------------------------------- | ------------- | ------------------------------ |
| 4     | Туманность Шлем Тора                           | Большой Пёс   | NGC 2359                       |
| 12    | Туманность Гама                                | Паруса, Корма |                                |
| 60    | Туманность Жук (Бабочка)                       | Скорпион      | NGC 6302                       |
| 64    | Туманность Кошачья Лапа (Медвежья Лапа)        | Скорпион      | NGC 6334                       |
| 66    | Туманность Война и Мир                         | Скорпион      | NGC 6357                       |
| 72    | Туманность Лагуна                              | Стрелец       | Мессье 8, NGC 6523             |
| 76    | Тройная туманность (Трёхраздельная туманность) | Стрелец       | Мессье 20, NGC 6514            |
| 81    | Туманность Омега (Лебедь, Подкова, Лобстер)    | Стрелец       | Мессье 17, NGC 6618            |
| 83    | Туманность Орёл                                | Змея          | Мессье 16, NGC 6611            |